# Socuéllamos
Socuéllamos település Spanyolországban, Ciudad Real tartományban. Socuéllamos Villarrobledo, Alhambra, Tomelloso, Pedro Muñoz, Mota del Cuervo és Las Mesas községekkel határos. Lakosainak száma 12 157 fő (2024).

## Népesség
A település népessége az elmúlt években az alábbi módon változott:
| Lakosok száma | 11 358 | 12 600 | 12 918 | 13 163 | 13 725 | 13 293 | 12 628 | 12 139 | 12 067 | 12 157 |
|               | 2001   | 2004   | 2006   | 2009   | 2011   | 2014   | 2016   | 2019   | 2021   | 2024   |